# Cảng thị Thanh Hà – Bao Vinh

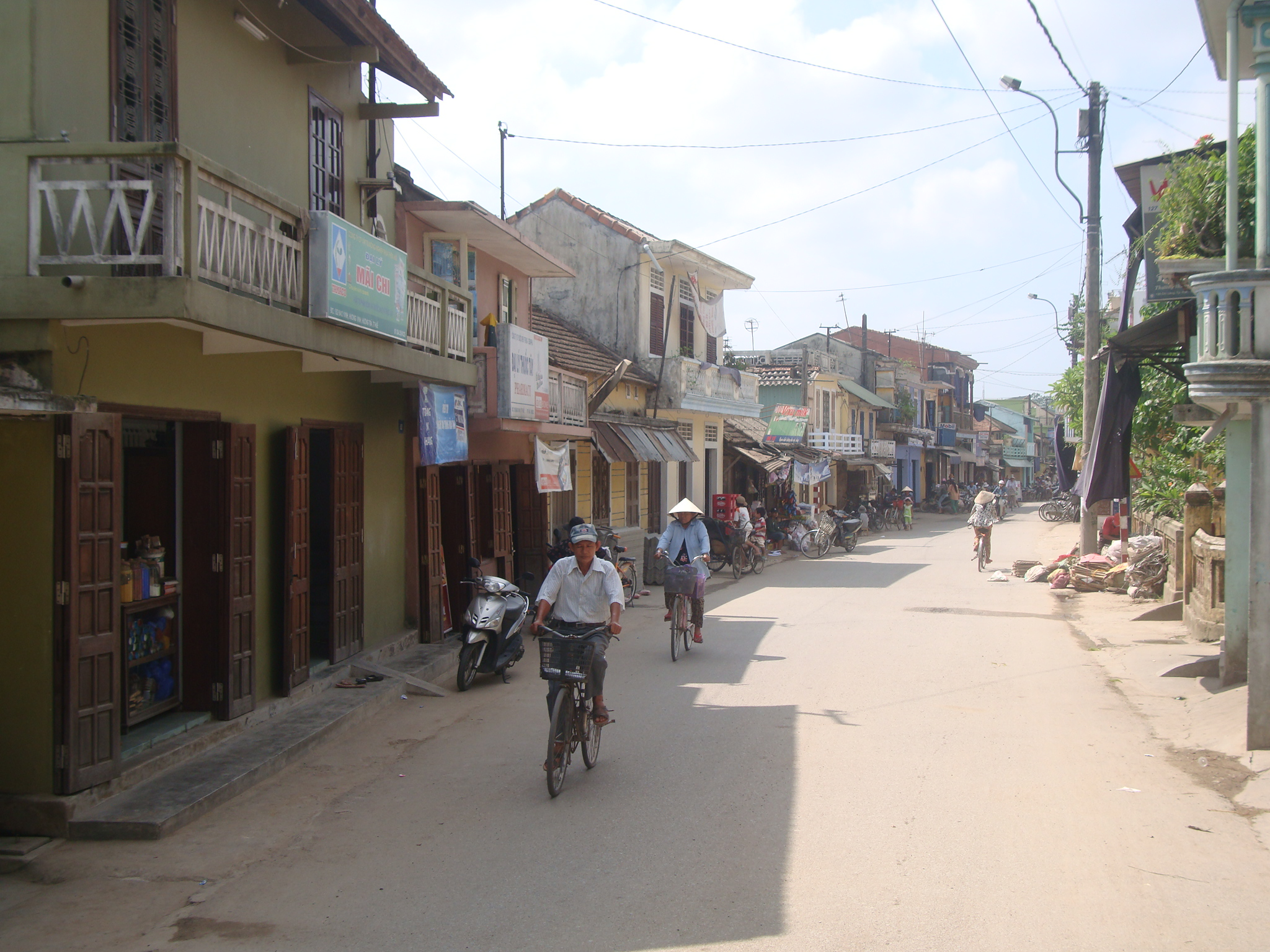
Phố cổ Bao Vinh hiện nay

Cảng thị Thanh Hà – Bao Vinh là một thương cảng cổ sầm uất của Đàng Trong. Cùng với Hội An, nó là cửa ngõ ngoại thương lớn nhất Đàng Trong của các chúa Nguyễn. Cảng Thanh Hà ra đời trên phần đất thuộc hai làng cổ Minh Hương (nay là thôn Minh Thanh) và làng Địa Linh đều thuộc phường Hương Vinh, quận Phú Xuân, thành phố Huế, nằm cách trung tâm thành phố Huế khoảng 5 km về phía Đông Bắc, nằm trên bờ sông Hương, vào giữa thế kỷ 17 cho đến đầu thế kỷ 19.

## Lịch sử phát triển
Nó hình thành ngay sau khi chúa Nguyễn Phúc Lan dời phủ chúa từ Phúc An vào Kim Long, lúc mà sự nghiệp của các chúa Nguyễn ở Đàng Trong bắt đầu thời thịnh trị. Làng Minh Hương được hình thành từ thế kỷ 16 bởi những người Việt, đến đầu thế kỷ 17, chúa Nguyễn cho các thương nhân đầu tiên của người Hoa đến định cư, lập phố buôn bán. Dân dần hình thành nên phố chợ và cảng thị bên bờ sông Hương, mang tên Thanh Hà.

### Phố cảng Thanh Hà
Cảng thị Thanh Hà, vào giữa thế kỷ 17 "là nơi thuyền mảnh lớn của Trung Quốc, những con tàu của Tây Ban Nha, Bồ Đào Nha hay của Pháp đã bỏ neo" (theo Morineau - BAVH). Còn theo lời mô tả của Quốc sử quán triều Nguyễn thì cảng Thanh Hà là nơi "phố xá liên lạc thuở xưa là chợ có tiếng đô hội". Người đương thời gọi nó là "Đại Minh khách phố".
Gần đây, các nhà khảo cổ thuộc khoa Lịch sử trường Đại học Khoa học-Đại học Huế đã tìm thấy ở độ sâu 0 – 50 m nhiều mảnh gốm sứ và tiền cổ nhà Thanh có các niên hiệu Khang Hy (1662 - 1723), Ung Chính (1723 - 1736), Càn Long (1736 - 1796).

### Phố cảng Bao Vinh
Phố cổ Bao Vinh là địa điểm thứ hai của chuỗi cảng thị Thanh Hà – Bao Vinh, là giai đoạn phát triển cuối cùng của chuỗi cảng thị này. Nó hình thành khi mà cảng thị Thanh Hà đã bị bồi lắng, nằm lùi sâu đất liền và lụi tàn.